# Мнайдра
Мнайдра (мальт. Mnajdra) — мегалітичний храмовий комплекс, виявлений на південному узбережжі острова Мальта в Середземному морі. Мнайдра розташована приблизно за 0,5 км від іншого відомого мегалітичного храму, Хаджар-Кім. Мнайдра споруджена приблизно в 4 тисячолітті до н. е. Розкопки храмів у Мнайдрі проводилися під керівництвом Дж. Венса в 1840 р., всього через рік після відкриття Хаджар-Кіма. 1871 року Джеймс Фергюссон склав перший план споруд у Мнайдрі, який містив велику кількість помилок. 1901 року Альберт Майр склав перший точний план, заснований на його власних дослідженнях. 1910 року Томас Ешбі провів додаткові розкопки та зібрав важливі артефакти. При розкопках 1949 року були виявлені дві невеликих статуї, дві великих чаші, різні знаряддя і один великий круглий камінь, який, ймовірно, використовувався для переміщення блоків храму.
1992 року ЮНЕСКО включила Мнайдру разом з іншими мегалітичними храмами Мальти до списку Всесвітньої спадщини.

## Зовнішній вигляд

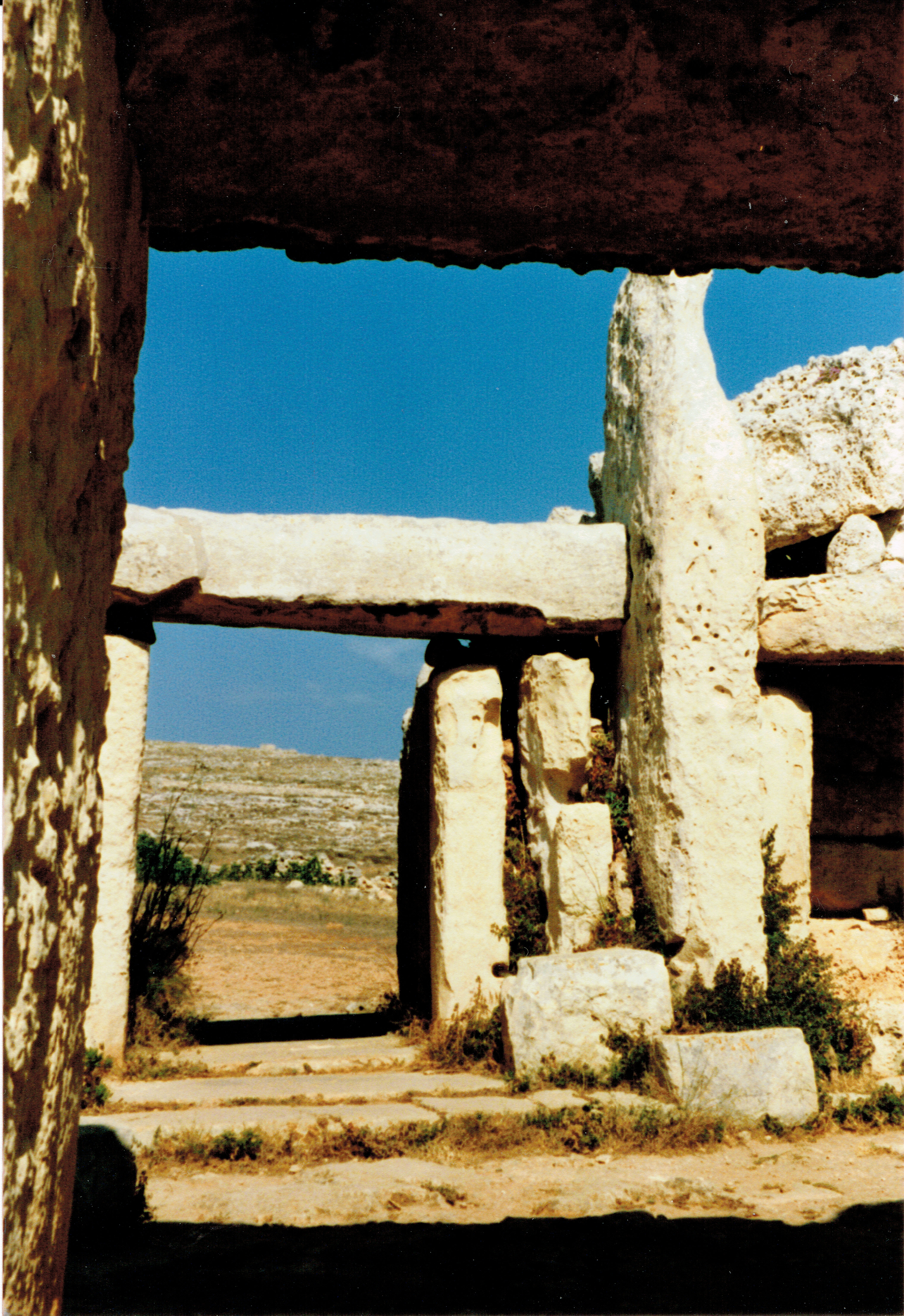
Інтер'єр мегалітичного храму Мнайдра

Мнайдра складається з блоків коралового вапняку — набагато більш твердого, ніж глобігериновий вапняк, використаний для спорудження храму Хаджар-Кім. Мнайдра викладена методом ступінчастої кладки з невеликих каменів, а також містить балочно-стойкові конструкції з великих плит вапняку.
Планування Мнайдра у вигляді конюшинового листка виглядає більш правильним, ніж у храму Хаджар-Кім, і нагадує більш давній комплекс Джгантія. Доісторична споруда складається з трьох храмів, що стоять впритул один до одного, але не з'єднані переходами: верхнього, середнього та нижнього.
Верхній храм — найдавніша споруди комплексу Мнайдри, датується періодом Джгантії (3600-3200 рр.. до н. е.). Це триапсидна будівля, дверний прохід якої має вигляд отвору, вирубаного у великій вапнякової плиті, встановленій вертикально. Такий самий тип конструкцій характерний також для інших мегалітичних порталів Мальти. Цей храм спочатку, мабуть, мав склепінчасту стелю, проте збереглося лише основа стелі на вершинах стін. Камені, що правили за опорні стовпи, були оздоблені отворами, просвердленими у вигляді горизонтальних рядів на внутрішній поверхні.
Середній храм був споруджений в пізній Таршіенський період (3150 — 2500 роки до н. е.) і є наймолодшим з будівель комплексу Мнайдри. Він складається з кам'яних плит, на вершинах яких розташовані горизонтальні ряди каменів.
Нижній храм, споруджений у ранній Таршіенський період, є найбільш вражаючим з усіх мальтійських мегалітичних храмів. Перед ним були розташовані просторий передній двір з кам'яними лавами, вхідний коридор, утворений горизонтальними плитами, одна з яких збереглася. Збереглися також останки даху, що, ймовірно, мав купольну форму. Храм оздоблений спіралеподібними вирізаними візерунками та зубцями, в плитах прорізані вікна.

## Призначення
Нижній храм має астрономічне орієнтування та імовірно використовувався з астрономічними або календарними цілями. Під час весняного та осіннього рівнодень сонячне світло просвічує через головний портал та освітлює основну вісь будівлі. Під час сонцестояння сонячне світло освітлює край мегалітів ліворуч та праворуч від порталу.
Незважаючи на відсутність письмових джерел, які могли б розповісти про призначення споруд, археологи зробили висновки про призначення храмів, виходячи з виявлених в них церемоніальних об'єктів: жертовних крем'яних ножів та отворів для канатів, мабуть, для утримання жертовних тварин (оскільки там само виявлені різні кістки тварин). Ці споруди не використовувалися як гробниці, адже людських останків у них не виявлено. У храмах виявлені кам'яні меблі, наприклад, лавки та столи.

## Галерея зображень

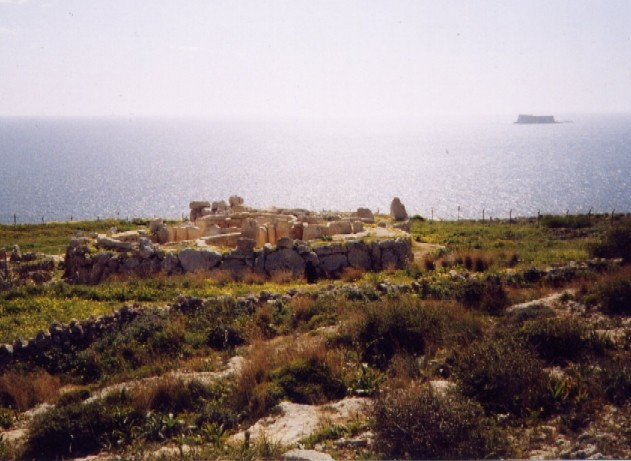
Загальний вигляд Мнайдри
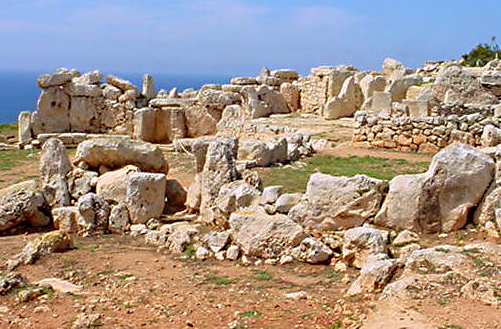
Руїни верхнього (давнішого) храму
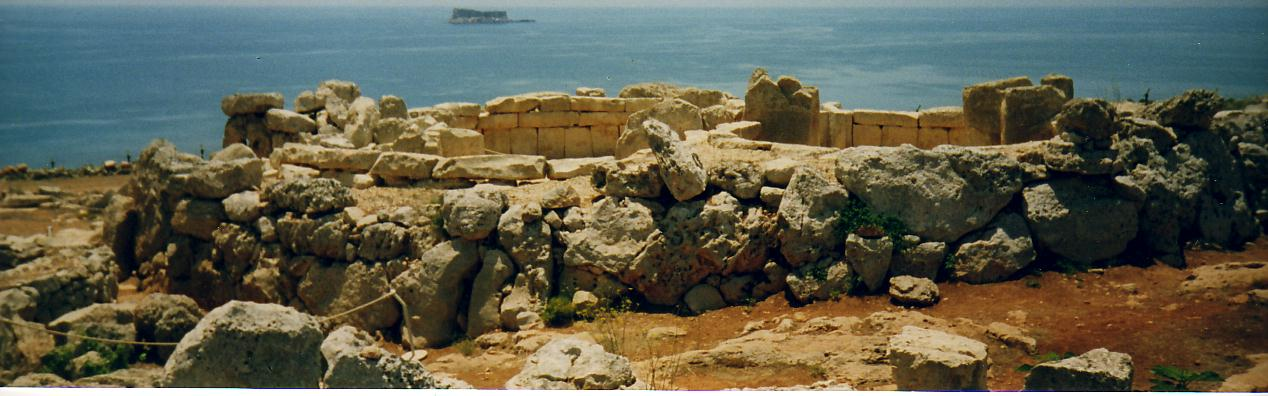
Руїни Мнайдра
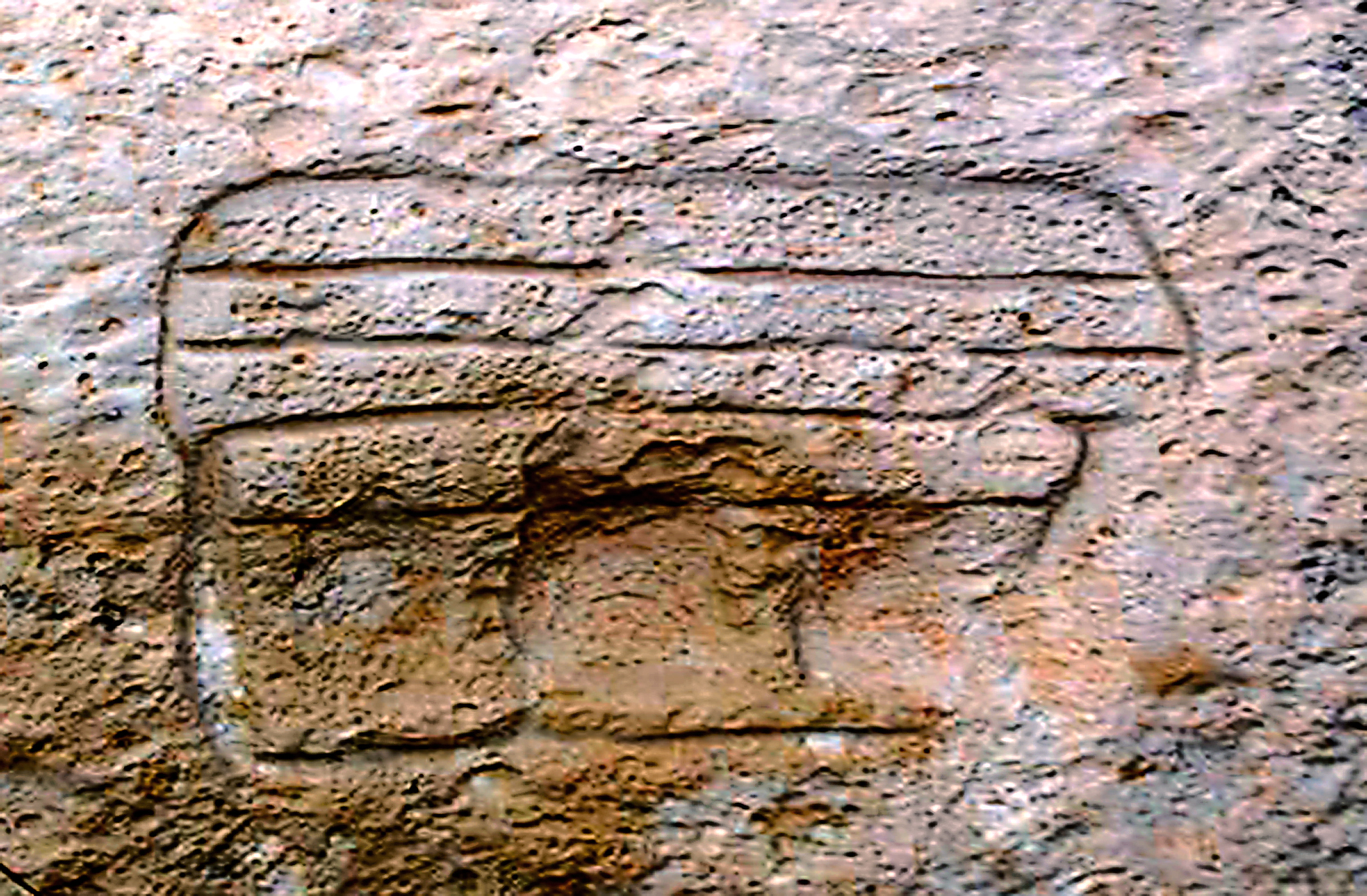
Графіто, що зображує мегалітичний храм з дахом у Мнайдрі
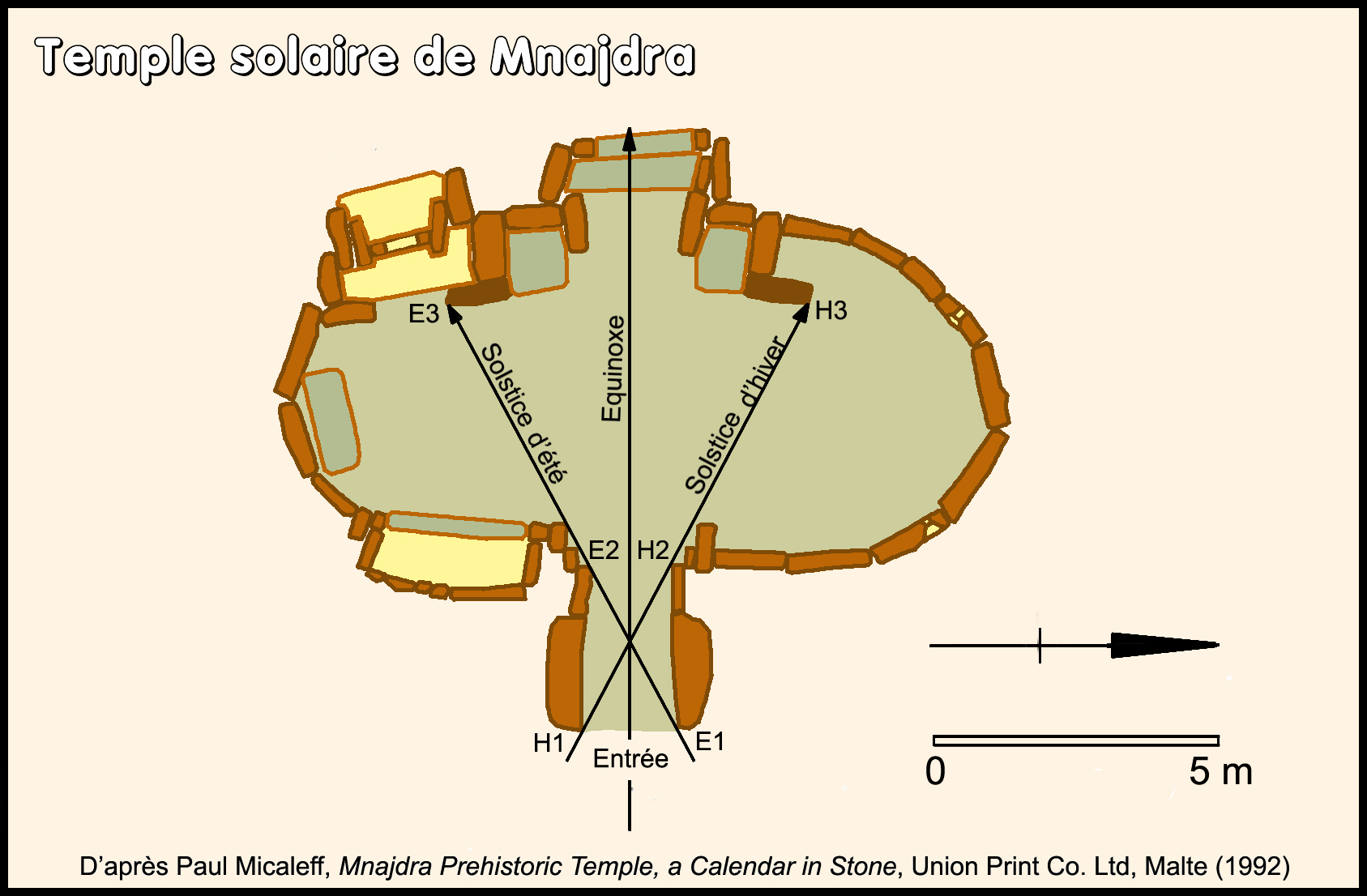
Solar
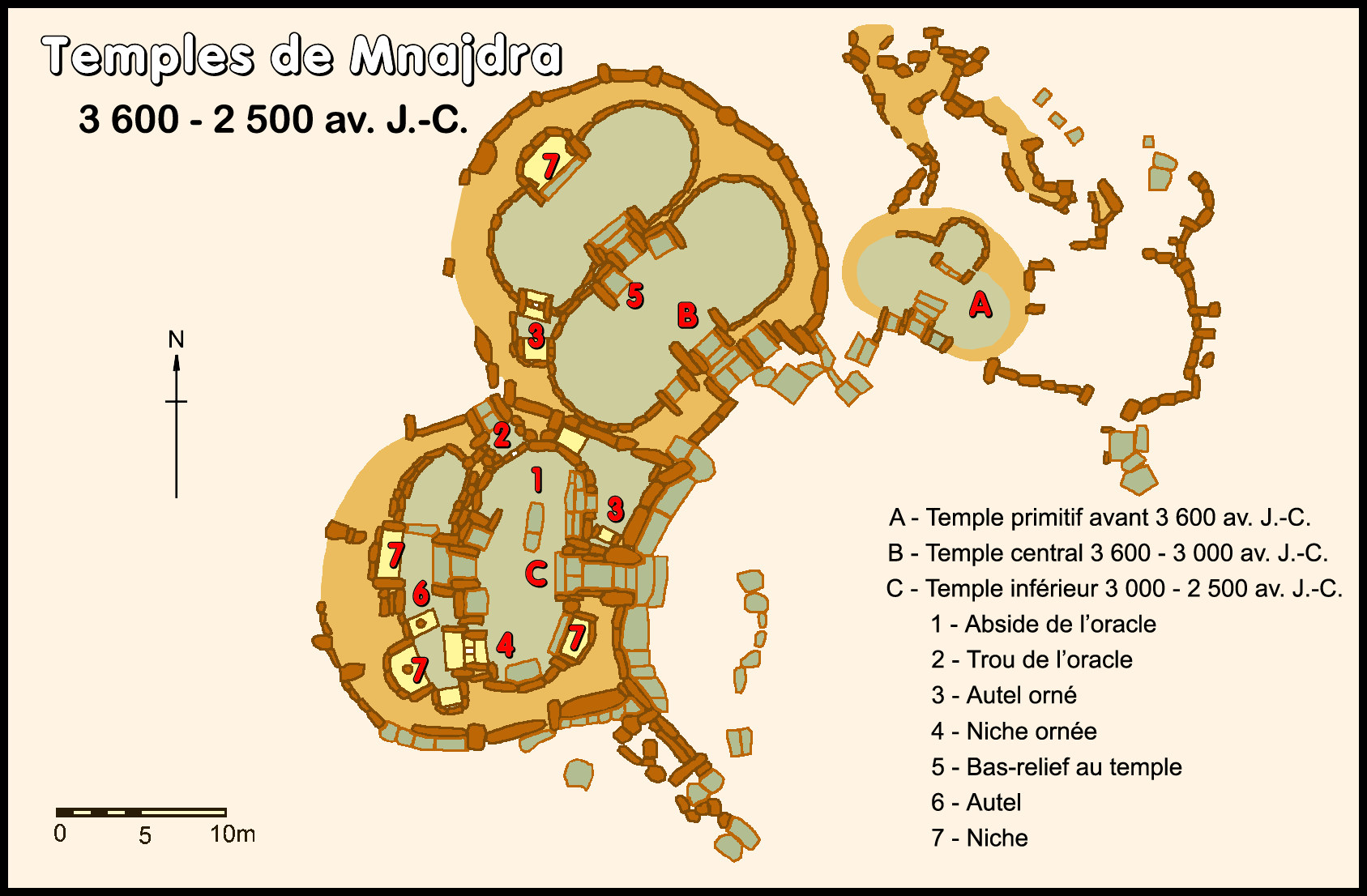
План Мнайдри